# Snake Eyes (film, 1993)
Cet article concerne le film d'Abel Ferrara. Pour le film de Brian De Palma, voir Snake Eyes (film, 1998).
Pour les articles homonymes, voir Snake Eyes.
Pour plus de détails, voir Fiche technique et Distribution.
Snake Eyes (Dangerous Game) est un drame américain réalisé par Abel Ferrara, sorti en 1993.

## Synopsis
Eddie Israel est le seul metteur en scène qui tente de monter La Madone des Miroirs, un film sur la rupture d'un couple dont personne ne veut. Sarah Jennings et Francis Burns partagent les rôles principaux mais ce dernier refuse de donner la réplique à une actrice de la télévision, les choses se gâtent sur le plateau et le tournage devient pénible.

## Fiche technique
- Titre original : Dangerous Game
- Titre français :  Snake Eyes
- Réalisation : Abel Ferrara
- Scénario : Nicholas St. John
- Montage : Anthony Redman
- Décors : Alex Tavoularis
- Costumes : Marlene Stewart
- Musique : Joe Delia
- Format : 35 mm - 1.85:1 - couleur
- Langue : Anglais
- Production : Mary Kane
  - Production déléguée : Freddy DeMann, Ron Rotholz
- Distribution :
  - États-Unis : MGM
  - France : Les Films Number One
- Genre : drame
- Durée : 108 minutes
- Dates de sortie : 
  - États-Unis : 19 novembre 1993
  - France : 13 octobre 1993
- Box-office : 72,495 dollars américains

## Distribution
Source doublage : VF = Version Française sur le Nouveau Forum Doublage Francophone
- Harvey Keitel (VF : Patrick Floersheim) : Eddie Israel
- Madonna (VF : Élisabeth Wiener) : Sarah Jennings - Claire
- James Russo (VF : Jean-Pierre Bouvier) : Francis Burns - Russell
- Victor Argo : le chef opérateur
- Nancy Ferrara (VF : Anne Jolivet) : Madlyn Israel
- Reilly Murphy : Tommy

## Autour du film
- Une trentaine d'heures de rushes ont été tournées.  Abel Ferrara en a fait un premier montage de trois heures et demie qu'il réduisit ensuite à un peu plus de deux heures. Certaines scènes de répétitions figurent dans la version définitive, donnant au film l'aspect documentaire voulu par le réalisateur.
- Snake Eyes a une signification particulière; le titre désigne en effet la combinaison perdante du double as, au jeu de dés.
- Il existe deux versions de Snake Eyes, une tout public, et l'autre non censurée, qui comporte des scènes coupées dans la première version.
- Produit par la société de Madonna, Maverick Films, le film apporte à la chanteuse la reconnaissance des professionnels. Elle récolte d'excellentes critiques, et gagne ainsi une certaine crédibilité en tant qu'actrice.
- Le film a été renommé Dangerous Game aux États-Unis pour éviter un conflit juridique car il existe une série de films pornographiques intitulés Snake Eyes[2].
- La scène dans laquelle Sarah Jennings raconte son viol au réalisateur est en fait une scène d'improvisation où Madonna parle de son propre viol peu de temps après son arrivée à New York[3].